# نوران جوهر
نوران أحمد جوهر، أول مصرية تفوز ببطولة "هونج كونج" الدولية المفتوحة للإسكواش، وبطلة العالم في الإسكواش للناشئات تحت "19" سنة.

## السيرة الذاتية
نوران أحمد جوهر، لاعبة اسكواش مصرية الجنسية، ولدت في 30 سبتمبر 1997، درست في مدرسة «الليسيه الفرنسية» بالقاهرة، بدأت ممارسة رياضة الاسكواش من عمر«التسع» سنوات، إلى جانب رياضيات أخرى مثل «السباحة، الجمباز، تنس الطاولة»، لكن رياضية الاسكواش هي التي حصلت على شغفها وأجتذبها بشكل أكبر من الرياضيات الأخرى.

وكانت لممارستها لرياضة «الجمباز» بالصين أثناء حصول والدها على الدكتوراه في الهندسة، دورا كبيرا في إكسابها لياقة ومرونة عالية كانتا السبب وراء تألقها في الاسكواش.

أما عن مشوارها الرياضي، فقد تنقلت «نوران» بين عدة أندية هي «المعادي» و«الجزيرة» و«هليوبوليس» قبل أن تستقر في ناديها الحالي «وادي دجلة»
أما عن البطولات الدولية، فقد بدأت شق طريقها وهي لم تتجاوز "13" عاما، فشاركت في البطولة الأفريقية للفردي والفرق، وبطولة هولندا الدولية، وفازت بالمركز الثاني في بطولة إنجلترا المفتوحة تحت 13 عام في 2010.
كما أستطاعت أن تفوز ببطولة «هونج كونج» الدولية المفتوحة للاسكواش لعام«2016 للسيدات» لتكون بذلك أول مصرية تحقق هذا المركز، وذلك بعد تغلبها على لاعبة المنتخب الأمريكي، «آماندا صبحي»، في المباراة النهائية بنتيجة ثلاثة مقابل واحد.

كما توجت ببطولة العالم في الاسكواش للناشئات تحت 19 سنة للمرة الثانية على التوالي والتي أقيمت في بولندا، دون أن تخسر مباراة واحدة في البطولة بأكمله، وذلك في النصف النهائي من البطولة التي أقيمت من 23 حتى 28 أغسطس 2016.

## الألقاب والمراكز التي حصلت عليها
- نهائيات البطولة الدولية بانجلترا تحت 13 سنة (2010).[2]
- المركز الثالث في البطولة الدولية بانجلترا تحت 15 سنة (2011).[2]
- المركز الأول في البطولة الدولية بانجلترا تحت 15 سنة (2012).[2]
- المركز الثاني في البطولة الدولية بانجلترا تحت 19 سنة عام 2014.[2]
- المركز الأول في البطولة الدولية بألمانيا تحت 13 سنة.[2]
- المركز الأول في البطولة الدولية بهولندا تحت 13 سنة.[2]
- بطلة العالم تحت 13 سنة (سبتمبر 2011).[2]
- بطولة براغ الدولية المفتوحة في سبتمبر 2013.
- في 2014 حصلت على بطولة أيرلندا المفتوحة.[8]
- بطولة "هونج كونج" الدولية المفتوحة للاسكواش لعام"2016 للسيدات.
- توجت ببطولة العالم في الاسكواش للناشئات تحت 19 سنة للمرة الثانية على التوالي والتي أقيمت في بولند، أغسطس 2016.[9]

## روابط خارجية
- نوران جوهر على موقع الاتحاد الدولي لمحترفي الاسكواش (مؤرشف) (الإنجليزية)
- نوران جوهر على موقع SquashInfo.com (الإنجليزية)